# بودزنفيستنا
بودزنفيستنا [bɔd͡zanɔˈvit͡sɛ] ((بالألمانية: Botzanowitz, 1936-1945 Grunsruh)‏) هي قرية في مقاطعة غمينا أولينسو. مع مقاطعة أولينسو، محافظة أوبولي، في الشمال الغربي من بولندا، تقع علي بُعد  15 كيلومتر (9 ميل) شرقاً من ألوسينو و علي بُعد 56 كيلومتر (35 ميل) في الشمال الشرقي من عاصمة المنطقة أوبولي.
القرية لديها تعداد سكاني من 1.080 نسمة.

## السكان الملاحظون
- هيلموث فون بانويتز (14 أكتوبر 1898 ــ 16 يناير 1947) جنرال في الفيرماخت